# Tara Calico失蹤案
Tara Leigh Calico（1969年2月28日出生）是一位美國女子，1988年9月20日在她位於新墨西哥州貝倫的家附近失蹤。大家普遍認為她被擄走了。1989年7月，一張拍立得照片在佛羅里達州Port St. Joe的一間便利商店的停車場被找到，並在電視上播出。照片上有一個未知的年輕男孩和女生，雙手擺在後面，嘴巴被膠帶封住了，看起來像是被綁架了。Calico家的朋友覺得那個女生和Calico很像，於是聯絡了她的媽媽。她的媽媽然後與偵查人員見面，並檢查了那張照片。在考慮到「時間的推移，長大的變化，以及照片上沒有化妝的臉孔」後，她相信照片上的女生就是她的女兒，並且提到照片上的女生腿上的疤痕和Calico的完全一樣。蘇格蘭場警局對照片進行了分析，並認定照片上的女生就是Calico，但洛斯阿拉莫斯國家實驗室卻對此有不同的意見。最後，联邦调查局對照片的分析結果則是未定論。
這起案件在許多電視節目如《時事雜誌》、《未解之谜》和《美國通緝犯》等節目上都有詳細報導。另外，她的案件也在《奥普拉·温弗里秀》和《48小時》等節目中被詳述。

## 案發過程
1988年9月20日，Calico約莫在早上9:30出門，打算按照慣例騎自行車在新墨西哥州47號公路上運動。她幾乎每天都會照這個路線騎車，有時候她媽媽Patty Doel會陪她一起。但是，在感覺到有輛車似乎在跟蹤後，Doel就沒有再陪Calico一起騎車。她曾經建議過女兒可以考慮帶上防身噴霧，但是Calico並沒有接受。在Calico失蹤那天早上，她告訴媽媽如果她中午還沒回家，就出來找她，因為她約了下午12:30跟男朋友打網球。但女兒沒有如期回家，Doel就沿著Calico習慣的路線去尋找，結果一無所獲，於是她就報了警。後來，Calico的Sony隨身聽和一卷磁帶在路旁被找到。Doel認為那可能是女兒想要留下自己路線的線索。有幾個人看到Calico在騎自行車，不過那輛自行車至今下落不明。並且沒有人看見她被擄走，儘管有人注意到有一輛淺色皮卡車（可能是1953年的福特）帶著露營車罩，緊緊的跟在她後面。

## 照片

### 豐田廂型車
1989年的6月15日，一張拍立得照片在佛州圣乔港的一家便利商店停車場被找到。照片上是一個年輕女性和一個小男孩，雙手擺在後面，兩人嘴巴都被黑色膠帶封住，看起來像是被綁架了。發現這張照片的婦女說，她來到商店時，這張照片就在一個原本停著一台白色無窗豐田貨車的車位上。她描述，那輛貨車的駕駛是一位看起來三十多歲、有鬍子的男子。警方隨即設立路障試圖攔下該車，但並未抓到這名男子，身分至今依舊成謎。拍立得公司指出，這張照片應該是在1989年5月之後拍攝的，因為照片中所使用的特定膠卷在那之前並未上市。
這張照片在七月的《A Current Affair》節目上曝光，看過節目的朋友們認為照片裡的女生很像Calico，所以聯絡了Doel。來自新墨西哥的Michael Henley的親人看了這一集後表示，他們認為照片裡的男孩就是1988年四月失蹤的Henley。Doel跟Henley的父母都和調查員會面，一同研究了這張拍立得。Doel說她「確信」照片中的就是Calico。她還提到，照片中女生腿上的疤痕跟Calico車禍留下的疤痕一模一樣。此外，照片裡還看得到一本V.C. Andrews的《My Sweet Audrina》，這是Calico最愛的書之一，就放在女生旁邊。蘇格蘭場分析過照片後認定照片裡的女生就是Calico，但洛斯阿拉莫斯的第二次分析並未同意這個結論。联邦调查局對照片的分析結果也無法確定。
Henley的媽媽表示，她「幾乎可以確定」拍立得照片裡的男孩就是Michael。然而，照片裡的男孩被認定為Henley的可能性被認為極小：他的遺體在1990年6月在祖尼山脈被找到，離他失蹤時的家庭露營地大約7英里（11公里），且離Calico失蹤的地點有75英里（121公里）。警方相信，Henley是當時自己走失的，後來死於風寒。

### 其他照片
2009年，也就是拍立得照片在媒體公開後的二十年，有人將一個男孩的照片寄給了圣乔港的警察局長David Barnes。他收到了兩封來自新墨西哥州阿爾伯克基的信，分別郵戳是今年的6月10日和8月10日。其中一封信裡的照片印在影印紙上，是個淺棕頭髮的小男孩。有人在照片上用黑色筆畫了一條帶子，蓋在男孩的嘴上，就像1989年那張照片裡被膠帶封住嘴巴一樣。第二封信裡附有男孩的原始圖片。8月12日，圣乔港的《The Star》報紙也收到了一封信，同樣在8月10日阿爾伯克基郵戳，描繪了同一個圖像，男孩嘴巴上被黑色記號筆劃過。這個男孩是否和先前照片中的同一人，尚未得到證實。信裡都沒有回信地址或孩子的身分資料，讓當地官員認為這可能和Tara Calico的失蹤有關。這些信的寄送時間，正好是一個自稱是靈媒的人打來聲稱她認識Calico的時候，她說她在加州遇到一個和她在同一間脫衣舞俱樂部工作的逃家少女，這名女孩後來被謀殺了。來電者還說，她做了夢暗示逃家少女可能是Calico，可能被埋在加州。但搜尋並未找到任何證據。這些照片已交由FBI進一步調查，希望能找到指紋或可能的DNA證據。
多年來又出現了另外兩張可能是Calico的拍立得照片。第一張是在加州蒙特西托的一個工地附近找到的，是一張模糊的女孩的臉部照片，她的嘴巴被膠帶封住，背後有淺藍條紋的布料，「和豐田車裡枕頭上的那個很像」。這張照片所用的底片直到1989年6月才上市。第二張則展示了「一個用紗布松松綁著的女人，眼睛也被紗布遮住，還戴著大黑框眼鏡」，旁邊還有一位在Amtrak火車上的男乘客。這張照片用的底片直到1990年2月才上市。Calico的母親相信第一張就是Tara，但她覺得第二張可能是偽造的。她的姐姐說：「那些照片有讓人震驚、不寧的相似之處。至於我，我不會直接否定。但要記得，我們家已經得鑑定很多其他的照片，除了那三張以外的都被排除了。」

## 後續發展
1998年，Calico被正式宣告死亡，法官裁定她的死因為謀殺。
2008年，巴倫西亞縣的警長Rene Rivera報告說，他收到消息指出有兩名少年開卡車不小心撞到Calico，然後在驚慌失措下殺了她。Rivera說，這些認識Calico的男孩開著卡車從她身後靠近，然後發生了意外。Calico後來死了，肇事者掩蓋了罪行。Rivera聲稱他知道涉案人的名字，但因沒有屍體，所以他無法偵辦。他也沒有公開導致他得出此結論的證據。Calico的繼父John Doel說，如果警長不準備逮捕任何人，就不應該發表這樣的言論，強而有力的間接證據應該足以定罪。
2013年10月，有六人組成的專案小組成立，重新調查Calico的失踪案。到了2017年，還沒有逮捕任何人，案件還在繼續調查中。
2019年10月1日，联邦调查局宣布他們「提供高達20,000美元的賞金，給能提供找到Tara Leigh Calico位置，或能找到綁匪的重要信息的人。」
2021年9月，巴倫西亞縣警察局和新墨西哥州警察聲明，他們在這個案子中找到了新的線索，並已針對Valencia縣內的某個私人住宅發出命令；但是，沒有透露更多細節。
2023年6月13日，巴倫西亞縣警察局宣布了1988年失踪案的重大突破。警長Denise Vigil和其他警方人員在Calico案件的記者會上發言。Vigil說：「現在，警方認為有足夠的證據可以將這次調查提交給地方檢察官辦公室，審查可能會提出的指控。」「目前，涉案人的身份和具體細節已被法院封存，除非有其他命令，否則還是維持保密。」

## 外部連結
- Case File 257DFNM （页面存档备份，存于）, The Doe Network
- Tara Leigh Calico （页面存档备份，存于）, The Charley Project
- Vanished: The Tara Calico Story （页面存档备份，存于）, documentary by a friend of Calico (互联网电影数据库（IMDb）上《Vanished: The Tara Calico Story》的资料（英文）)
- Gutierrez Krueger, Joline. . Albuquerque Tribune (Albuquerque, New Mexico). 2006-06-08  [2014-09-12]. （原始内容存档于2008-03-07）.
- 官方警局報告 （页面存档备份，存于）